# Leon Robinson
Leon Preston Robinson IV, även känd som endast Leon, född 8 mars 1962 i New York, är en amerikansk skådespelare. Han är framförallt känd för sina roller i filmerna Cool Runnings och Cliffhanger.